# San Marino op de Olympische Zomerspelen 1960
San Marino debuteerde op de Olympische Zomerspelen tijdens de Olympische Zomerspelen 1960 in Rome, Italië.

## Deelnemers en resultaten
(m) = mannen, (v) = vrouwen 

### Schietsport
| Olympiër           | Discipline      | Resultaat    | Prestatie                                                    |
| ------------------ | --------------- | ------------ | ------------------------------------------------------------ |
| Aroldo Casali      | 50m pistool (m) | 64e          | kwalificatie groep 2: 33ste met 271 punten (71-71-59-70)     |
| Spartaco Cesaretti | 50m pistool (m) | 65e          | kwalificatie groep 1: 32ste met 252 punten (71-54-71-56)     |
| Leo Franciosi      | trap (m)        | 24e          | kwalificatie: 6de met 93 punten finale: 24ste met 176 punten |
| Guglielmo Giusti   | trap (m)        | kwalificatie |                                                              |

### Wielersport
| Olympiër                                                        | Discipline         | Resultaat | Prestatie      |
| --------------------------------------------------------------- | ------------------ | --------- | -------------- |
| Domenico Cecchetti                                              | wegwedstrijd (m)   | DNF       | niet gefinisht |
| Sante Ciacci                                                    | wegwedstrijd (m)   | DNF       | niet gefinisht |
| Vito Corbelli                                                   | wegwedstrijd (m)   | DNF       | niet gefinisht |
| Salvatore Palmucci                                              | wegwedstrijd (m)   | 40e       | 4:20.57        |
| Domenico Cecchetti Sante Ciacci Vito Corbelli Salvatore Palmucc | ploegentijdrit (m) | DNF       | niet gefinisht |

### Worstelen
| Olympiër         | Discipline  | Resultaat   | Prestatie                                                             |
| Vrije stijl      | Vrije stijl | Vrije stijl | Vrije stijl                                                           |
| ---------------- | ----------- | ----------- | --------------------------------------------------------------------- |
| Vittorio Mancini | -57kg (m)   | 16e         | 1ste ronde: V IRL Dunne: val 2de ronde: V van IRI Mehdi Yaghoubi: val |

Afghanistan · Argentinië · Australië · Bahama's · België · Bermuda · Birma · Brazilië · Brits-Guiana · Bulgarije · Canada · Ceylon · Chili · Colombia · Cuba · Denemarken · Duits eenheidsteam · Ethiopië · Fiji · Filipijnen · Finland · Frankrijk · Ghana · Griekenland · Groot-Brittannië · Haïti · Hongarije · Hongkong · Ierland · IJsland · India · Indonesië · Irak · Iran · Israël · Italië · Japan · Joegoslavië · Kenia · Libanon · Liberia · Liechtenstein · Luxemburg · Malakka · Malta · Marokko · Mexico · Monaco · Nederland · Nederlandse Antillen · Nieuw-Zeeland · Nigeria · Noorwegen · Oeganda · Oostenrijk · Pakistan · Panama · Peru · Polen · Portugal · Puerto Rico · Roemenië · San Marino · Singapore · Soedan · Sovjet-Unie · Spanje · Suriname · Taiwan · Thailand · Tsjecho-Slowakije · Tunesië · Turkije · Uruguay · Venezuela · Verenigde Arabische Republiek · Verenigde Staten · Vietnam · West-Indische Federatie · Zuid-Afrika · Zuid-Korea · Zuid-Rhodesië · Zweden · Zwitserland